# Jülich
Jülich é uma cidade da Alemanha, localizada no distrito de Düren, região administrativa de Colônia, estado da Renânia do Norte-Vestfália.